# Prínia senzilla
La prínia senzilla (Prinia inornata) és una espècie d'ocell passeriforme del gènere prinia que pertany a la família Cisticolidae i que es troba al sud-est asiàtic. És resident des del Pakistan i l'Índia fins al sud de la Xina i el sud-est asiàtic. Antigament s'incloïa a la prínia modesta (Prinia subflava), resident a l'Àfrica al sud del Sàhara. Ara es consideren les dues espècies separades.

## Descripció

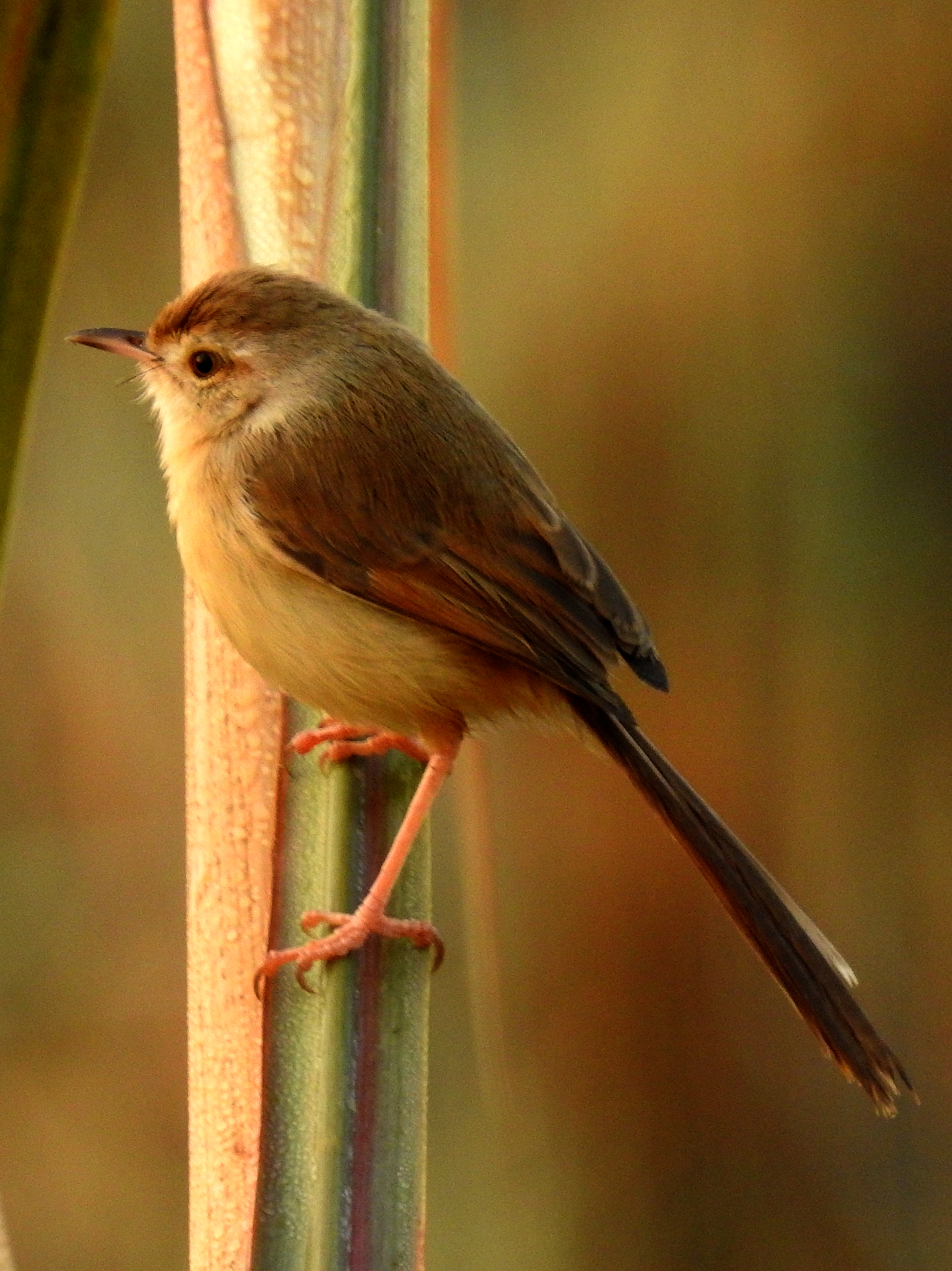
Prínia senzilla (Prinia inornata). Fotografia presa pel Dr. Raju Kasambe a Chambal, Uttar Pradesh, Índia.

Tenen una mida de 13 a 14 cm de llarg, les ales són curtes i arrodonides, una cua llarga, potes fortes i un bec curt i negre. En el plomatge nupcial, els adults són de color marró grisenc a la part superior, amb un supracili blanc curt i serrells vermellosos amb les ales tancades. Les parts inferiors són blanquinoses. Els sexes són idèntics.
A l'hivern, les parts superiors són d'un marró més fosc i les parts inferiors més clares. La cua és més llarga que a l'estiu. Hi ha diverses races que es diferencien en la tonalitat del plomatge. La raça endèmica de Sri Lanka conserva el plomatge d'estiu durant tot l'any inclosa la cua més curta.

## Biologia
Aquest ocell passeriforme es troba habitualment a les praderies humides de les terres baixes, boscos oberts, matolls i, de vegades, jardins. La prínia senzilla construeix el niu en un arbust o herba alta i pon de tres a sis ous. (La prinia modesta fa el niu a l'herba i pon de dos a quatre ous.)
Com la majoria de tallarols, la prínia senzilla és insectívora. El cant és un tlee-tlee-tlee repetitiu.

## Subespècies
Es reconeixen les següents subespècies:
- Prinia inornata terricolor
- Prinia inornata inornata
- Prinia inornata franklinii
- Prinia inornata insularis
- Prinia inornata fusca
- Prinia inornata extensicauda
- Prinia inornata blanfordi
- Prinia inornata herberti
- Prinia inornata flavirostris
- Prinia inornata blythi